# Бёрц, Даниель
Даниель Бёрц (швед. Daniel Börtz; род. 8 августа 1943, Хеслехольм, лен Сконе) — шведский композитор.

## Биография
Окончил Королевский музыкальный колледж в Стокгольме, изучал композицию под руководством своего родственника Хильдинга Розенберга, затем в 1962—1968 годах учился в Стокгольмской высшей школе музыки сначала у Карла-Биргера Блумдаля, а затем у Ингвара Лидхольма. В дальнейшем сам преподавал в том же колледже оркестровку. В 1998—2003 годах занимал пост президента Шведской Королевской музыкальной академии.
Важнейшее место в творчестве Бёрца занимают четыре оперы, в том числе опера «Вакханки» (швед. Bacchanterna; 1991, по одноимённой трагедии Еврипида), премьера которой на сцене Королевской оперы в Стокгольме прошла в постановке Ингмара Бергмана. Бёрцу принадлежит также оратория «Его звали Орест» (2002, по Эсхилу), 12 симфоний (первая и седьмая записаны Геннадием Рождественским), концерты для фортепиано, гобоя и трубы с оркестром, различные камерные произведения.